# Vidame de Chartres
Guillaume de Ferrières, in italiano Guglielmo di Ferrières (fl. XII-XIII secolo), è stato un nobile francese; probabilmente è lo stesso troviero (1150 ca. – aprile 1204 ?) conosciuto come il Vidame de Chartres (in italiano Visdomino di Chartres).
Gli sono state attribuite in totale otto canzoni, benché solo una risulta in conflitto con attribuzioni ad altrui. 
Guillaume prende parte alla terza crociata (1188–1192) e alla quarta crociata (1201–1204) e muore in Romania. Un riferimento alla canzone di Vidame, Combien que j'aie demouré, ad un soggiorno forzato in una "terra odiata" probabilmente si riferisce alla permanenza di Guillaume nella Francia sud-occidentale nel 1188, prima della partenza per la crociata, mentre i condottieri (Riccardo Cuor di Leone e Filippo Augusto) si accapigliavano. Una prova ulteriore che collega il troviero a Guillaume è rappresentata da una citazione di due stanze della più popolare canzone di Vidame, Quant la saison du dous tens s'asseure, nel romanzo cavalleresco Guillaume de Dole, il quale viene scritto probabilmente grosso modo nel 1220-1230. Implicitamente, Quant la saison viene scritta alcuni anni prima. Le melodie piuttosto alterate e incerte che accompagnano i componimenti di Vidame sostengono ancor più una data precedente (prima del 1200) per il troviero. Un pezzo di prova relativo all'identità di Vidame non è ancora stato adeguatamente spiegato. Lo stemma con il quale il troviero viene raffigurato in un ritratto miniato nello Chansonnier du Roi apparteneva ai componenti della famiglia Meslay della metà del secolo, che diventano visdomini (vidames) di Chartres solo nel 1224. 
Soltanto una delle otto canzoni variamente attribuite al Vidame non viene ascritta ad altrui. Tuttavia, di tre soltanto si dubita, regolarmente,  l'attribuzione a lui e solo una di queste — Quant foillissent li boscage — è quasi certamente non sua. Una delle altre due rimanenti, Desconsilliez plus que nus hom qui soit, la cui musica non si è conservata, viene attribuita in un manoscritto, probabilmente in modo erroneo, a Li viscuens de Chartres (il visconte di Chartres), invece che al vidame (visdomino). 
Cinque canzoni di Vidame sono fondamentalmente isometriche e decasillabiche. Le restanti tre sono eterometriche, ma principalmente ottosillabiche. Con la sola eccezione di Li plus desconfortés du mont, tutte le sue melodie sono conservate nella forma bar e coprono ognuna più di un'ottava di estensione. Benché la maggior parte sopravvivano con strutture modali, queste variano da manoscritto a manoscritto e sono inaffidabili. 

## Titolo nobiliare
Vidame di Chartres diventerà in seguito titolo nobiliare. Con questo medesimo nome lo ritroviamo nelle giornate che precedettero la notte di San Bartolomeo quale moderato e inascoltato consigliere ugonotto, nonché protagonista di un lungo episodio de La principessa di Clèves quale amante della regina Caterina de' Medici.

## Canzoni
- Chascuns me semont de chanter
- Combien que j'aie demouré
- D'amours vient joie et honours ensement
- Quant la saison du dous tens s'asseure
- Tant ai d'amours qu'en chantant m'estuet plaindre
- Tant con je fusse fors de ma contree

Attribuzioni dubbie
- Desconsilliez plus que nus hom qui soit (senza musica)
- Li plus desconfortés du mont
- Quant foillissent li boscage